# Crathie
Crathie, schottisch-gälisch: Craichidh, ist ein Dorf in der Civil parish Crathie and Braemar in der Council Area Aberdeenshire in Schottland. Es liegt am nördlichen Ufer des Flusses Dee.
Crathie befindet sich sieben Meilen westlich von Ballater und nur etwa eine halbe Meile östlich von Balmoral Castle. Es ist bekannt für seine Verbindung mit den königlichen Bewohnern des Schlosses, vor allem für die Schirmherrschaft von Königin Elizabeth II. über Crathie Kirk, der örtlichen Kirche der Church of Scotland. Traditionell leben viele Arbeiter des Besitzes in Crathie. Eine Meile von Crathie entfernt liegt Abergeldie Castle, welches 1550 erbaut und im 19. Jahrhundert erweitert wurde. Im Jahre 1689 wurde es von General Hugh Mackay besetzt.
Auf einem Hügel im Süden stehen eine Reihe von Gedenkstätten, unter anderen für Prinz Albert und für einige seiner Kinder. Auch Queen Victorias besonders geschätzter Diener John Brown ist hier begraben.
Die Whiskybrennerei Royal Lochnagar befindet sich am südlichen Ufer des Dee, östlich des Dorfes. Diese bezieht ihr Wasser aus den natürlichen Quellen aus den Hängen des Lochnagar.

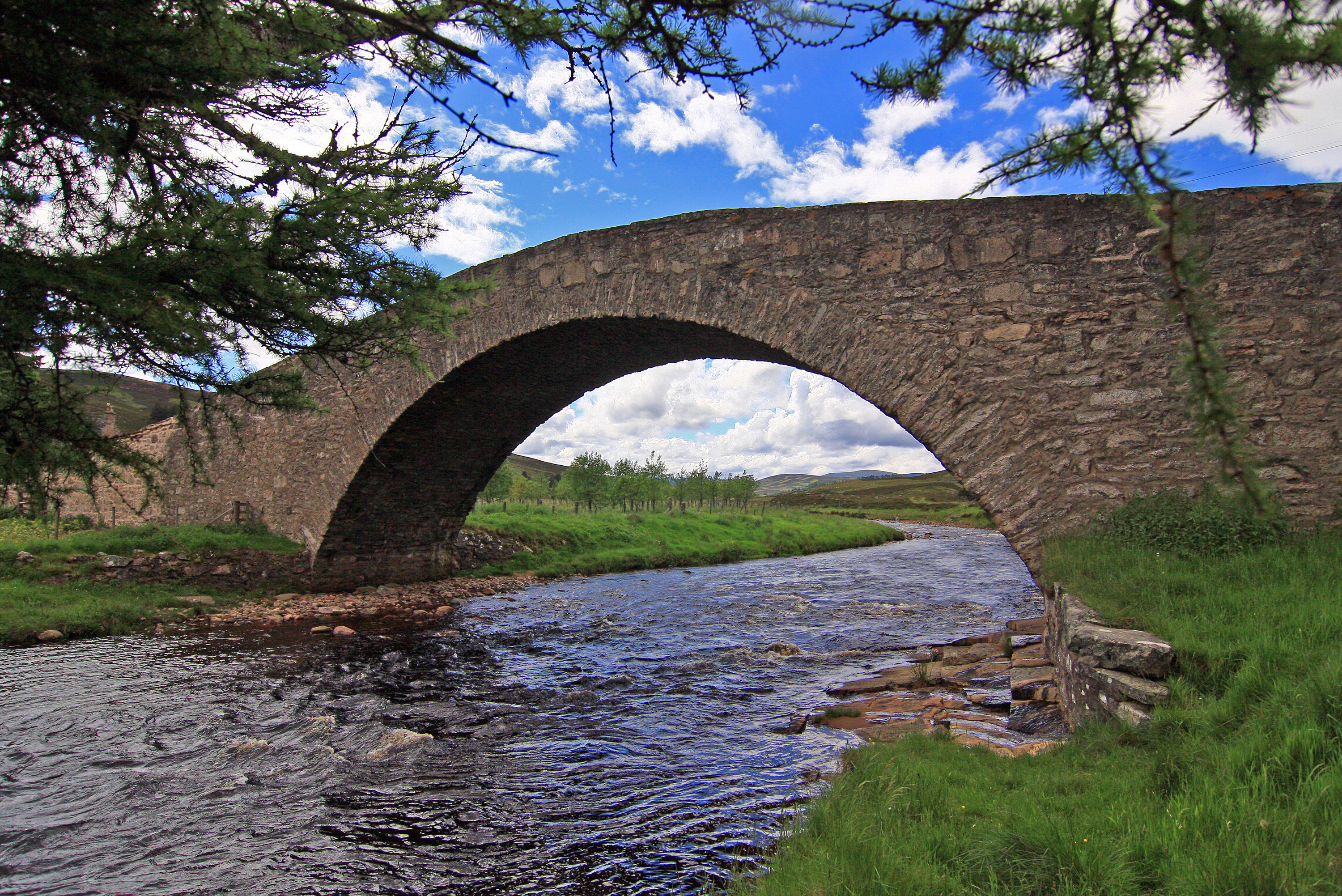
Gairnshiel Bridge nahe Crathie